# The Pros and Cons of Hitch Hiking
The Pros and Cons of Hitch Hiking è il primo album in studio di Roger Waters dopo l'uscita dal gruppo inglese Pink Floyd. L'opera è un concept album sulla crisi di un uomo e di come egli sogni di commettere adulterio. L'album si svolge in tempo reale dalle 04:30 alle 05:11 del mattino e rappresenta il sogno notturno di un uomo di circa 42 minuti, che coincide con la durata dell'album. Alla registrazione presero parte il chitarrista Eric Clapton, il sassofonista David Sanborn, il tastierista degli Status Quo Andy Bown oltre che il direttore d'orchestra Michael Kamen e l'attore Jack Palance.

## Storia
Nel 1978 Waters portò agli altri membri del gruppo due cassette contenenti le versioni demo di due album composti da lui fra la fine del 1977 e l'inizio del 1978 per fargli scegliere quale album realizzare col gruppo e quale da solista; questi scelsero quello allora intitolato Bricks in the Wall e che sarebbe divenuto poi The Wall anche se David Gilmour e il manager Steve O'Rourke ritenevano musicalmente migliore l'altro.
In alcuni dei brani di questo album sono utilizzate melodie provenienti dalle canzoni dei Pink Floyd In the Flesh, Mother e The Fletcher Memorial Home.
Il testo di 5:11 am (The Moment of Clarity) è utilizzato nel film Pink Floyd The Wall, insieme al testo di Your Possible Pasts (da The Final Cut): si possono udire quando il personaggio interpretato da Bob Geldof si trova accovacciato in un bagno a leggere un foglietto di carta, subito prima della canzone Stop.

## Trama
L'intera storia è raccontata come un sogno intermittente che si svolge nelle prime ore del mattino tra le 4:30:18 e le 5:12:32. Un uomo inglese sposato con una moglie americana ha un incubo che dura quanto il disco stesso e le singole canzoni sono intitolate con l'orario al quale si riferiscono i momenti raccontati nel testo; nella narrazione del sogno l'uomo è in viaggio e ha una relazione con una giovane autostoppista; quando si sveglia accanto a sua moglie prova un forte senso di colpa; poi si riaddormenta e ha un incubo in cui dei terroristi arabi lo minacciano a causa della sua infedeltà. Alla fine l'uomo si sveglia e  trova conforto in sua moglie.

## Tour
Nel 1984, Waters andò in tour per promuovere l'album, con Eric Clapton come parte della band; nella prima metà del concerto vennero suonati brani dei Pink Floyd mentre nella seconda veniva eseguito l'intero album.  Vennero anche realizzati alcuni video clip diretti da Nicolas Roeg che comporranno il materiale filmato che verrà poi proiettato durante i concerti insieme alle animazioni di Gerald Scarfe.
Fisher / Park creò il palco e gli oggetti scenici. Scarfe creò anche le caricature di tutti i membri della band per il programma del tour e la caricatura di Roger (che è soprannominato "Rog") aveva un lungo muso come un cane; Scarfe ha quindi creato un personaggio di un cane a immagine di "Rog" e lo ha chiamato "Reg". Reg è diventato il personaggio principale della storia e delle animazioni del tour.

## Copertina
In copertina compare una fotografia dell'attrice e modella Linzi Drew col posteriore nudo in primo piano. In alcuni stati, l'album è stato pubblicato con questa immagine censurata. L'album venne ritirato e ridistribuito con la copertina censurata da un rettangolo nero sul parte del corpo della donna.

## Tracce
Testi e musiche di Roger Waters.
1. 4.30 A.M. (Apparently They Were Travelling Abroad) - 3:12
2. 4.33 A.M. (Running Shoes) - 4:08
3. 4.37 A.M. (Arabs With Knives and West German Skies) - 2:17
4. 4.39 A.M. (For the First Time Today, Pt. 2) - 2:02
5. 4.41 A.M. (Sexual Revolution) - 4:49
6. 4.47 A.M. (The Remains of Our Love) - 3:09
7. 4.50 A.M. (Go Fishing) - 6:59
8. 4.56 A.M. (For the First Time Today, Pt. 1) - 1:38
9. 4.58 A.M. (Dunroamin, Duncarin, Dunlivin) - 3:03
10. 5.01 A.M. (The Pros and Cons of Hitch Hiking, Pt. 10) - 4:36
11. 5.06 A.M. (Every Stranger's Eyes) - 4:48
12. 5.11 A.M. (The Moment of Clarity) - 1:28

## Classifiche
| Classifica (1984) | Posizione massima |
| ----------------- | ----------------- |
| Stati Uniti       | 31                |

## Musicisti
- Roger Waters: voce e basso
- Eric Clapton: chitarra
- Andy Newmark: batteria
- David Sanborn: sassofono
- Michael Kamen: pianoforte